# Jean-Joseph Lataste
Pour les articles homonymes, voir Lataste.
Alcide Vital Lataste, en religion Père Jean-Joseph Lataste, né à Cadillac (Gironde) le 5 septembre 1832 - mort le 10 mars 1869 à Frasne-le-Château (Haute-Saône), est un prêtre dominicain, fondateur des Sœurs dominicaines de Béthanie. Déclaré vénérable le 1er juin 2007,   il est béatifié par le pape Benoît XVI le 3 juin 2012. Il a été appelé « l'apôtre des prisons ».  

## Vie

### Enfance et études
Dernier d'une famille de sept enfants, Alcide Vital Lataste est né le 5 septembre 1832 à Cadillac. Ses parents, Vital Lataste et Jeanne Grassiet, tous deux originaires de la région étaient propriétaires de quelques arpents de vigne et d'un négoce de tissus. Son père, libre penseur, ne s'opposait pas à la piété de son épouse, qui éleva chrétiennement ses enfants.
Alcide est baptisé le lendemain de sa naissance, sa sœur Rosy, qui rejoindra plus tard les Filles de la Sagesse sous le nom de sœur Saint-Crescentien, fut sa marraine.
À la suite de graves problèmes de santé, Alcide dut quitter Cadillac pour aller vivre à Loupiac, où il restera trois ans. Il en revint guéri, et attribuera ultérieurement cette guérison à ses profondes et nombreuses prières à la Sainte Vierge.
Après avoir étudié à l'école maternelle des Filles de la Sagesse et à celle des Frères du Saint-Esprit, il fut envoyé par ses parents au petit séminaire de Bordeaux, où il fit sa première communion et sa confirmation. C'est là qu'il rencontra Henri Lacordaire pour la première fois.
La vocation sacerdotale grandissait dans l'esprit d'Alcide, mais, par humilité, il craignait d'en être indigne. Admis au collège de Pons pour la poursuite de ses études, dans la section laïque, sur ordre de son père, ses supérieurs ne l'encouragèrent pas à approfondir sa vocation. Seule sa sœur Rosy le soutint et l'empêcha d'abandonner et de devenir indifférent à toute forme de vie religieuse.
En 1850 Alcide passa avec succès son baccalauréat, et retourna chez ses parents pendant une année durant laquelle il écrivit des poésies, consacrant beaucoup de temps aussi à la lecture.

### Métier et vocation
Encouragé par son père, Alcide décida d'intégrer la fonction publique en prenant un poste de contrôleur des contributions. Il travaillera pour l'administration des impôts de 1851 à 1857.
Avec son ami Léon Leyer, il fréquenta le cercle Fénelon, groupe de jeunes gens chrétiens. C'est là qu'il découvrit pour la première fois l'adoration nocturne du Saint sacrement. C'est là aussi, et toujours par l'intermédiaire de Léon Leyer, qu'il fit  connaissance avec la Société de Saint-Vincent-de-Paul.

### Les conférences de saint Vincent de Paul
Le 4 août 1852, Alcide est présenté officiellement à la Conférence Saint-Vincent-de-Paul où il est accueilli à l'unanimité. Pendant les six ans qu'il passera dans l'administration des Contributions, il sera parallèlement un membre très actif des Conférences, que ce soit à Privas, Pau ou Nérac, où il exerçait son métier.
Le chanoine Mercier dira de lui : : « Doué d'un cœur bon et compatissant, il ne fut pas longtemps novice dans l'exercice de la charité. Se dévouer était pour lui un besoin ; il s'efforça de le satisfaire, à Bordeaux d'abord, et ensuite à Privas. Au dire d'un respectable ecclésiastique qui exerçait alors le ministère dans cette ville, Alcide Lataste ne se contentait pas de se rendre chez les malheureux dont la visite lui était assignée, pour leur porter, en simple commissionnaire, un bon de pain ou de viande : il s'attachait à eux et se les attachait. Ses visites étaient longues et respiraient la plus franche cordialité ; aussi étaient-elles attendues avec impatience et accueillies avec joie. »
Dans toutes les villes où il passait, soit il participait activement aux Conférences existantes, soit il en fondait là où il n'y en avait pas encore, et c'est au sein de ces groupements caritatifs qu'il approfondit et médita les bases de la vie chrétienne tels qu'il les vécut tout le restant de sa vie : la vie communautaire, le souci des pauvres et le culte de l'Eucharistie.
« Faites, ô mon Dieu, que notre Société se consolide, s'étende et se perpétue, avec son esprit primitif de piété de simplicité et d'union fraternelle, afin que ses œuvres, pleinement dégagées des intérêts de la terre, deviennent de plus en plus fécondes pour le ciel. [...] »
Alcide et ses compagnons participaient aux séances d'adoration nocturne, fondement et force de leurs actions caritatives, les deux émanant l'un de l'autre ne pouvant être dissociés dans leur esprit.
En février 1853, Alcide Lataste fut nommé à Privas. C'est là qu'il rencontre Léonide Cécile de Saint-Germain. La jeune fille n'a que 16 ans, elle est très pieuse et admire profondément la charité d'Alcide, tandis que ce dernier appréciait l'élévation de caractère de Cécile. 
Vital Lataste, son père, les trouvant tous les deux beaucoup trop jeunes, s'oppose à l'union envisagée et fait muter son fils à Pau afin de l'éloigner de la jeune fille. Il ne la reverra jamais, elle mourra en 1855.
Malgré son chagrin, Alcide continue ses activités au sein des Conférences, et réfléchit de plus en plus profondément à l'orientation religieuse de sa jeune vie, s'interrogeant sur ses motivations profondes : 
« Je suis un lâche. Je n'ose me consacrer à Dieu, parce que ma faiblesse et les penchants de mon cœur, la gravité des fautes et presque leur irréparabilité, une fois entré dans ce saint état, m'effraient ; et je m'arrête. D'un autre côté, vivre dans le monde avec mon caractère et mon cœur, et rester dans un isolement continuel, je ne m'en sens pas la force »

### Vers la vie religieuse
Après un long et profond retour sur lui-même, et de nombreuses interrogations, Alcide se décida à suivre la vocation qui s'imposait à lui de façon de plus en plus péremptoire. Le mercredi 4 novembre 1857, il se présenta au noviciat des Frères Prêcheurs de Flavigny-sur-Ozerain.
L'ordre des Frères prêcheurs avait été supprimé par la Révolution. Sa restauration était surtout due à l'action pugnace d'un jeune avocat, devenu prêtre, qui avait décidé de contribuer à faire renaître l'ordre de Saint-Dominique en France, Henri Lacordaire.
La candidature d'Alcide est acceptée par le conseil conventuel le 8 novembre. Il est alors tout à sa joie devant tout ce qu'il découvre et approfondit : 
« Je ne puis comprendre comment il se peut faire que je sois si calme, si tranquille, si heureux, certainement j'espérais l'être, mais non pas sans peine, sans lutte, sans combat. Le bon Dieu, je le vois bien ménage mes forces ; il réserve les épreuves pour les jours où je serai plus fort. Ce qu'il y a de certain, c'est que jamais je n'ai été si heureux, aussi calme, aussi gai ; jamais je n'ai ri, jamais je n'ai dormi d'aussi bon cœur »
Son enthousiasme se heurte rapidement à un grave problème de santé, une septicémie due à un panaris mal soigné, avec de lourdes séquelles l'oblige à des cures thermales longues, retardant d'autant sa profession, épreuves qu'il subit avec patience et courage. Après une cure à Barèges et un séjour à Arcachon il est envoyé à Toulouse, au couvent Saint-Romain, où il étudie la théologie, et c'est le 10 mai 1859, qu'il fait enfin sa profession religieuse, en présence de son père et de deux de ses frères. Le lendemain, il part pour le couvent de Chalais, près de Grenoble.
Ce séjour est toutefois de courte durée. En effet, le père Lacordaire décida en 1859 de transférer la communauté à Saint-Maximin-la-Sainte-Baume. Le 5 juillet 1859, les jeunes frères entraient dans leur nouveau couvent.
C'est en ces lieux que le frère Jean-Joseph Lataste va approfondir sa vie spirituelle, et faire connaissance avec Marie Madeleine qui sera l'inspiratrice de sa vocation de fondateur.

### Rencontres et prédications
Le 20 mai 1860 une grande fête avait été organisée à l'occasion de la translation des reliques de Marie-Madeleine. Le père Lacordaire en fut hélas absent, pour cause de santé. Le frère Jean-Joseph eut l'insigne honneur de baiser le crâne de la sainte, ce qui sera pour lui une expérience spirituelle très profonde et très marquante. Il disait : 
« Il est donc vrai, les plus grands pécheurs, les plus grandes pécheresses ont en eux ce qui fait les plus grands saints ; qui sait s'ils ne le deviendront pas un jour »
C'est le 10 mai 1862 que le frère Jean-Joseph fit profession solennelle, et le 8 février 1863 qu'il fut ordonné par monseigneur Petagna à Marseille. Sa première prédication publique a eu lieu le Vendredi saint de 1863 dans une paroisse voisine de Saint-Maximin-la-Sainte-Baume. Après quelques mois d'études, et un séjour à Barèges, il se rendit au couvent de Bordeaux où il avait été assigné, sa santé s'étant enfin améliorée.
Durant sa première année de ministère, le père Lataste fut chargé de nombreuses prédications, de l'animation de retraites, de confessions et de l'instauration d'adoration perpétuelle. Déjà, lors de son séjour dans les Pyrénées, il avait été sensibilisé à la détresse des femmes en difficulté, bien avant la rencontre décisive avec les détenues de Cadillac, laquelle aura lieu pour la première fois en septembre 1864, lors d'une retraite où ses supérieurs l'avaient envoyé prêcher.
D'emblée, le prédicateur aborde les détenues en leur adressant des mots qu'elles n'avaient pas l'habitude d'entendre : 
« ...Et moi, moi, ministre de Dieu, consacré quoique très indigne, au service de ses autels, voué pour toute ma vie à la privation absolue de tout ce dont vous avez abusé, volontairement lié par les vœux perpétuels de pauvreté, d'obéissance et de chasteté, moi je viens à vous de moi-même, sans attendre que vous m'ayez appelé, et vous tendant les mains, je vous appelle : mes bonnes, mes pauvres, mes chères sœurs ».
Parallèlement, il entend longuement les détenues en confession, et parle avec une foi profonde de la miséricorde divine. Et c'est là, entre la découverte du monde carcéral, inspiré par l'exemple de Marie Madeleine, et conforté par l'espérance profonde qu'il avait dans le pardon divin, que le Père Lataste entrevit ce qui allait être un projet novateur, la fondation de Béthanie.

### Le fondateur
Dans l'enthousiasme de sa jeunesse (il avait 32 ans), et dans l'intime conviction que c'était là l'œuvre voulue par Dieu, le Père Lataste se lança immédiatement dans les démarches de fondation d'une congrégation qui accueillerait des détenues en fin de peine, afin qu'elles retrouvent le chemin de la prière et du pardon, au milieu d'autres religieuses. 
Les réticences furent nombreuses, il n'était pas dans l'esprit du temps d'imaginer une quelconque rédemption pour ces personnes que la société considérait comme définitivement perdues pour elle. Le père Lataste continuait de son côté son intense activité de prédicateur, tout en vivant les troubles occasionnés par la restauration de la province de Toulouse et les divergences entre les partisans des idées de Lacordaire et celles d'autres penseurs dominicains.
C'est en 1865 que le Père Lataste put retrouver les détenues de Cadillac, et l'attitude des femmes lors de l'Adoration et des confessions qu'il reçoit, lui font envisager encore plus intensément l'urgence de la fondation qu'il souhaitait pour elles. 
« J'ai eu l'occasion une fois de plus d'admirer le travail de la grâce dans ces âmes et de constater la nécessité et l'opportunité de cette fondation, non seulement pour plus tard, mais dès maintenant ».
Toutefois, nommé maître des novices, ses charges pastorales au couvent de Flavigny ne lui laissèrent pas grand loisir. Il rédigera pendant cette période une biographie de la bienheureuse Imelda Lambertini, qui sera publiée le 6 janvier 1866, pour laquelle il aura toujours une grande dévotion. Il publiera aussi plusieurs autres brochures, dont la plus importante sera celle du projet de fondation de Béthanie, intitulée Les Réhabilitées, publiée en mai 1866.

### Béthanie

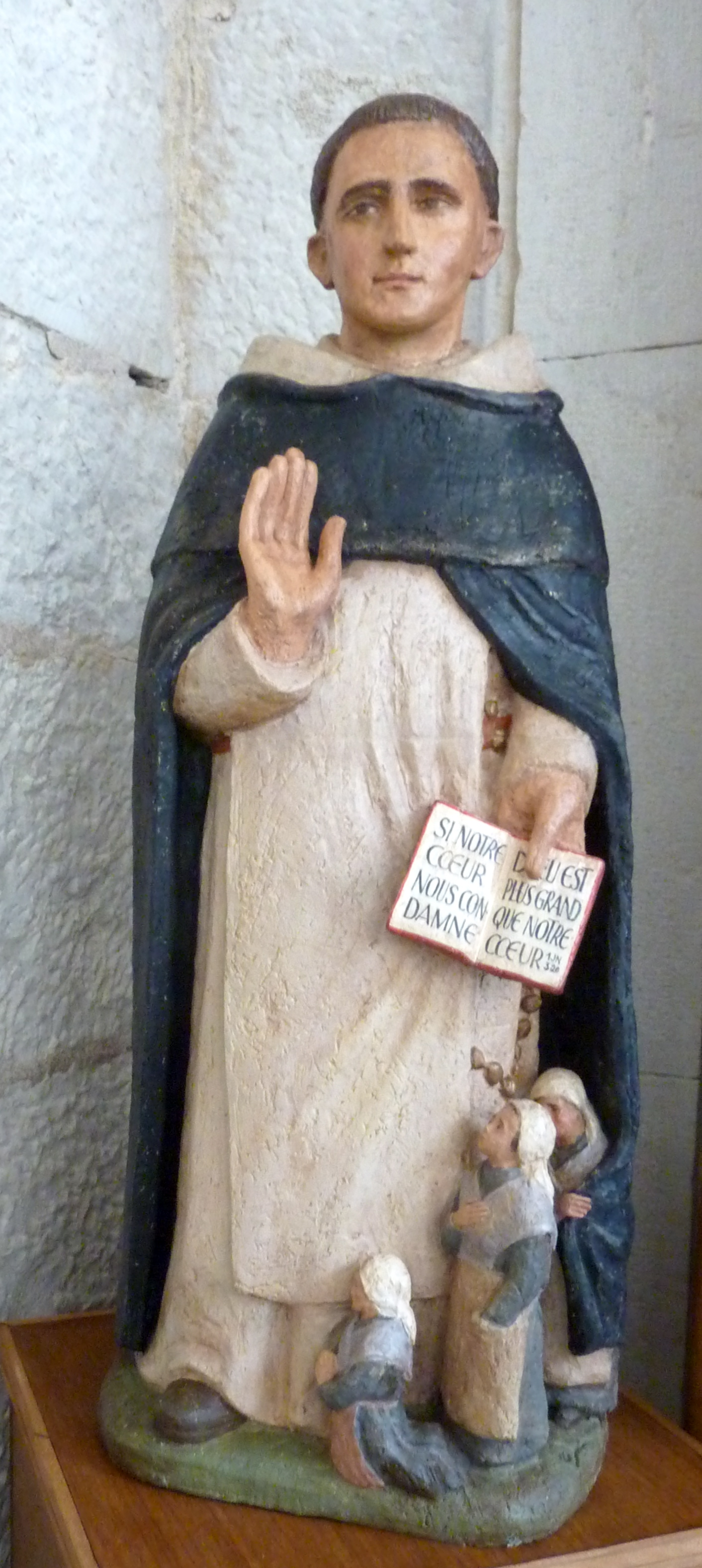
Statuette du Bx Lataste représenté comme l'« apôtre des prisons », chapelle des Sœurs dominicaines à Montferrand-le-Château.

Il existait déjà quelques établissements qui accueillaient des femmes sortant de prison, comme les refuges tenus par les sœurs du Bon-Pasteur d'Angers, mais ces femmes, si elles y trouvaient accueil et lieu de prière, ne pouvaient jamais y devenir religieuses. Le Père Lataste souhaitait, lui, qu'il y ait fusion entre les religieuses et les repenties, sans tenir compte du passé des unes et des autres.
Faire accepter cette idée novatrice, trouver des locaux, faire venir des religieuses pour la fondation de l'institution ne fut pas facile. Avec confiance et pugnacité, le Père Lataste envoya sa brochure sur Les Réhabilitées à de nombreuses personnalités, s'appuyant sur les écrits de Lacordaire mais aussi sur ceux de Victor Hugo dont la publication récente des Misérables avait marqué l'opinion publique.
C'est alors que Mère Henri-Dominique, religieuse déjà sensibilisée aux problèmes de la réhabilitation des femmes détenues, sur les conseils de son directeur spirituel, le Père Sudreau, rencontra Jean-Joseph Lataste à Flavigny. Ce fut le début d'une étroite collaboration. 
Après de nombreuses vicissitudes pour trouver un lieu où implanter la fondation, la congrégation put s'installer à Montferrand-le-Château, dans le diocèse de Besançon. Le 13 août, les premières postulantes  s'installèrent.
Le 20 novembre 1866, le Père Lataste reçut les professions de mère Henri-Dominique, et de sœur Marguerite-Marie. Le lendemain, la maison de Frasne-le-Château fut bénie par le curé du lieu, mère Henri-Dominique, instituée prieure. Pour le fondateur, Béthanie n'est pas son œuvre, mais sera toujours celle de Dieu. 
Le principe fondateur étant qu'il n'y ait aucune distinction entre les réhabilitées et les autres religieuses. 
« Je désire que nulle excepté vous ne sache de nos enfants la cause ni la durée de leur détention. Il faut que le passé soit absolument enterré, mis dans la tombe ; qu'il n'y soit jamais fait allusion devant qui que ce soit, mais seulement en confession et en direction, entre vous et elles »
Au mois de mai 1867, l'œuvre de Béthanie comptait 12 personnes, dont 4 réhabilitées. Et c'est en la fête de sainte Marie-Madeleine, le 22 juillet 1868 que le Père Lataste remit l'habit aux deux premières réhabilitées.
Actuellement, les sœurs dominicaines de Béthanie ont des implantations en France, en Italie et en Suisse.

### La fin de sa vie
Guéri de son ostéomyélite en 1863, le père Lataste tombera à nouveau malade en 1868, contractant une infection pleurale.
En janvier 1869, épuisé et malade, il fut obligé de dicter à mère Henri-Dominique le début des constitutions de Béthanie, qui ne pourront être terminées qu'ultérieurement, par le père Boulanger.
À l'approche de la mort, il pria pour ses filles, et rendit grâce pour la vie qui lui a été offerte, tout en pardonnant à ceux qui l'avaient combattu : 
« Je remercie bien l'ordre de Saint-Dominique tout entier de m'avoir donné son saint habit. Je remercie bien et je bénis en mourant toutes les personnes qui m'ont approuvé et m'ont aidé de leurs prières, de leurs conseils, de leur influence, de leurs dons. Je pardonne à tous ceux qui ne m'ont pas approuvé et même qui m'ont contredit et combattu : je prie Dieu de les bénir tous, tous. »
Il s'éteignit le 10 mars 1869.
La messe de funérailles, a été célébrée le 12 mars. Un an plus tard, la communauté de Béthanie quittait Frasne-le-Château où il avait été enseveli. Sa dépouille fut alors exhumée pour être transportée dans le cimetière du nouveau couvent de Montferrand-le-Château, jusqu'à la translation dans la chapelle des sœurs lors de l'ouverture du procès en béatification en 1937. Elle ne présentait aucune marque de corruption.

## Vénération et procès en béatification
Le procès en béatification du Père Lataste a été ouvert en 1937 à Besançon.
Le 1er juin 2007, le Pape Benoît XVI a publié le décret reconnaissant l'héroïcité des vertus du père Lataste, faisant de lui le Vénérable Jean-Joseph.
Le 27 juin 2011, le pape a publié un décret reconnaissant un miracle dû à son intercession, dernière étape avant sa Béatification. Celle-ci a été célébrée le 3 juin 2012 à Besançon. La date de la fête du bienheureux a été fixée au 5 septembre dans la bulle de béatification signée de Benoît XVI.

## Œuvres

### Citations
Du père Lataste :
- « Dieu ne regarde pas ce que nous avons été, il n'est touché que de ce que nous sommes.»
- « Venez à Jésus, il a du baume pour toutes les blessures »
- « Dieu ne pèse les âmes qu'au poids de leur amour »
- « Mon Dieu, faites de moi un prêtre toujours fidèle, un religieux selon votre cœur, un saint ! »

### Ouvrages
Les écrits du Bieheureux Jean-Joseph Lataste sont nombreux, on peut citer :
- Récit évangélique, Le Rosaire perpétuel - Paris - Poussielgue - 1866 - 50 p.
- Les Réhabilitées - Jean-Joseph Lataste - Paris - Poussielgue - 1866 - 76 p.
- La Bienheureuse Imelda Lambertini - Paris - Poussielgue - 1866 - 36 p. (cinq éditions de 1866 à 1875).